# Up (R.E.M.-Album)
Up ist das elfte Studioalbum der US-amerikanischen Rockband R.E.M. Es erschien im Oktober 1998.

## Titelliste
1. Airportman – 4:12
2. Lotus – 4:30
3. Suspicion – 5:36
4. Hope – 5:02
5. At My Most Beautiful – 3:35
6. The Apologist – 4:30
7. Sad Professor – 4:01
8. You’re in the Air – 5:22
9. Walk Unafraid – 4:31
10. Why Not Smile – 4:03
11. Daysleeper – 3:40
12. Diminished – 6:01
13. Parakeet – 4:09
14. Falls to Climb – 5:06

## Songs
Die Lieder wurden von Peter Buck, Mike Mills und Michael Stipe geschrieben. Für Hope ist zudem Leonard Cohen als Mitautor aufgeführt, da im Nachhinein erkannt wurde, dass das Stück große Ähnlichkeit mit Cohens Suzanne hat.
Up ist anders als die Vorgänger von Keyboards, gedämpfter Percussion und sehr zurückhaltenden Gitarren bestimmt. Nach dem Ausstieg von Bill Berry nahmen zu den Aufnahmen verschiedene Schlagzeuger dessen Platz ein, ohne jedoch festes Bandmitglied zu werden.

## Rezeption
Up war das erste Album der Band seit Green (1988), das die Spitze der Charts in Großbritannien verfehlte. Stephen Thomas Erlewine von AllMusic schrieb, Up klänge auch ohne die Gitarren nach R.E.M., auch wenn R.E.M. abenteuerlustig und hip sein wollten. In gewisser Weise sei dies eine gute Sache, denn es zeige, dass die Band einen eigenen Sound entwickelt habe, der elastischer sei, als viele vorausgesagt hätten. Viele der Stücke seien „leicht zu bewundern, aber schwer zu lieben.“ Er vergab zweieinhalb von fünf Sternen. Mit wachsendem Abstand fiel das Urteil der Musikkritik hingegen zunehmend positiv aus; so vergab die deutsche Ausgabe des Rolling Stone im Jahr 2013 zum fünfzehnjährigen Jubiläum des Albums nunmehr fünf von fünf Sternen.

## Kommerzieller Erfolg

### Chartplatzierungen

#### Album
| ChartsChartplatzierungen       | Höchstplatzierung | Wochen |
| ------------------------------ | ----------------- | ------ |
| Deutschland (GfK)              | 1 (23 Wo.)        | 23     |
| Österreich (Ö3)                | 1 (16 Wo.)        | 16     |
| Schweiz (IFPI)                 | 7 (10 Wo.)        | 10     |
| Vereinigtes Königreich (OCC)   | 2 (32 Wo.)        | 32     |
| Vereinigte Staaten (Billboard) | 3 (16 Wo.)        | 16     |

| ChartsJahrescharts (1998) | Platzierung |
| ------------------------- | ----------- |
| Deutschland (GfK)         | 74          |
| Österreich (Ö3)           | 45          |

#### Singleauskopplungen
| Jahr | Titel                | Höchstplatzierung, Gesamtwochen, AuszeichnungChartplatzierungen (Jahr, Titel, , Platzierungen, Wochen, Auszeichnungen, Anmerkungen) | Höchstplatzierung, Gesamtwochen, AuszeichnungChartplatzierungen (Jahr, Titel, , Platzierungen, Wochen, Auszeichnungen, Anmerkungen) | Höchstplatzierung, Gesamtwochen, AuszeichnungChartplatzierungen (Jahr, Titel, , Platzierungen, Wochen, Auszeichnungen, Anmerkungen) | Höchstplatzierung, Gesamtwochen, AuszeichnungChartplatzierungen (Jahr, Titel, , Platzierungen, Wochen, Auszeichnungen, Anmerkungen) | Höchstplatzierung, Gesamtwochen, AuszeichnungChartplatzierungen (Jahr, Titel, , Platzierungen, Wochen, Auszeichnungen, Anmerkungen) | Anmerkungen                            |
| Jahr | Titel                | DE | AT | CH | UK | US | Anmerkungen                            |
| ---- | -------------------- | --- | --- | --- | --- | --- | -------------------------------------- |
| 1998 | Daysleeper           | DE57 (9 Wo.)DE | AT17 (8 Wo.)AT | CH49 (2 Wo.)CH | UK6 (8 Wo.)UK | US57 (3 Wo.)US | Erstveröffentlichung: 12. Oktober 1998 |
| 1998 | Lotus                | — | — | — | UK26 (5 Wo.)UK | — | Erstveröffentlichung: 7. Dezember 1998 |
| 1999 | At My Most Beautiful | — | — | — | UK10 (6 Wo.)UK | — | Erstveröffentlichung: 8. März 1999     |

### Auszeichnungen für Musikverkäufe
| Land/Region                  | Auszeichnungen für Musikverkäufe (Land/Region, Auszeichnung, Verkäufe) | Verkäufe  |
| ---------------------------- | ---------------------------------------------------------------------- | --------- |
| Australien (ARIA)            | Gold                                                                   | 35.000    |
| Belgien (BRMA)               | Gold                                                                   | (25.000)  |
| Europa (IFPI)                | Platin                                                                 | 1.000.000 |
| Frankreich (SNEP)            | Gold                                                                   | (100.000) |
| Neuseeland (RMNZ)            | Gold                                                                   | 7.500     |
| Norwegen (IFPI)              | Platin                                                                 | (50.000)  |
| Österreich (IFPI)            | Gold                                                                   | (25.000)  |
| Schweden (IFPI)              | Gold                                                                   | (40.000)  |
| Schweiz (IFPI)               | Gold                                                                   | (25.000)  |
| Spanien (Promusicae)         | Gold                                                                   | (50.000)  |
| Vereinigte Staaten (RIAA)    | Gold                                                                   | 500.000   |
| Vereinigtes Königreich (BPI) | Platin                                                                 | (300.000) |
| Insgesamt                    | 9× Gold · 3× Platin ·                                                  | 1.542.500 |

Hauptartikel: R.E.M./Auszeichnungen für Musikverkäufe